# Gus Bilirakis
Gus Michael Bilirakis (nacido el 8 de febrero de 1963) es un político estadounidense y abogado, perteneciente a la Cámara de Representantes de los Estados Unidos por el 12.° distrito congresional de Florida desde el año 2013. Es un miembro del Partido Republicano y sucedió a su padre, Michael Bilirakis, en el puesto de representante del 9.° distrito congresional de Florida, previo a su redistribución de distritos en 2007, fecha en la que entró al Congreso.

## Primeros años y educación
Bilirakis nació en Gainesville y creció en Tarpon Springs, en Florida. Hijo de Evelyn y Michael Bilirakis, Gus es descendiente de inmigrantes griegos. 
Obtuvo una licenciatura de la Universidad de Florida en 1986 y un J.D. de Stetson Law School en 1989. Antes de ser elegido para un cargo público, Bilirakis era dueño de una práctica legal enfocada en planificación patrimonial. Ha sido miembro de la junta directiva de Lighthouse for the Blind, miembro del Rotary Club y miembro de la cámara de comercio local.

## Carrera
Gus es miembro del Comité de Energía y Comercio y del Comité de Asuntos de Veteranos. Es miembro destacado del Subcomité de Oportunidades Económicas de VA y miembro del Subcomité de Asuntos Conmemorativos y Asistencia para Discapacidades de VA, Subcomité de Salud y Subcomité de Comunicaciones y Tecnología. Con 27 proyectos de ley que redactó y que se convirtieron en ley entre 2015 y 2018, el congresista Bilirakis fue designado recientemente como el legislador más eficaz del estado de Florida por el Centro para la Legislación Efectiva de la Universidad de Vanderbilt.
Antes de ser elegido para el Congreso, el congresista Bilirakis ocupó cuatro mandatos en la Cámara de Representantes de Florida, donde presidió varios paneles destacados, incluidos Prevención del Crimen, Apropiaciones de Seguridad Pública y el Comité de Desarrollo Económico, Comercio y Banca. Mientras estuvo en Tallahassee, ganó elogios bipartidistas por su liderazgo en los esfuerzos para hacer que las comunidades sean más seguras, mejorar el transporte, reformar el gobierno, reconocer los sacrificios de los veteranos de Estados Unidos y expandir el papel que juegan los centros de salud comunitarios para hacer que la atención médica esté más disponible para las personas de bajos ingresos. Durante este tiempo, también se desempeñó como socio en Bilirakis Law Group en Holiday, Florida, donde se especializó en testamentos, fideicomisos y planificación patrimonial.
Antes de servir en el Congreso, Bilirakis representó al Distrito 48 en la Cámara Baja de Florida desde 1999 hasta 2007. 

## Vida personal
Gus tiene cuatro hijos: Michael, Teddy, Manuel and Nicholas; y es cristiano ortodoxo.